# Medaglia "In memoria del 13 marzo 1938"
La medaglia in memoria del 13 marzo 1938 o medaglia commemorativa dell'Anschluss (Medaille zur Erinnerung an den 13. März 1938) fu una medaglia commemorativa della Germania nazista.

## Descrizione
Istituita il 1º maggio 1938, la medaglia commemorava l'annessione dell'Austria al Reich tedesco. Tale mossa era nel progetto di Hitler un primo passo per raggiungere successivamente la Cecoslovacchia. Le truppe tedesche attraversarono i confini austriaci il 12 marzo 1938 senza incontrare alcuna resistenza.
La medaglia venne concessa a quegli austriaci che contribuirono o parteciparono all'annessione della propria madrepatria al Reich o ai membri del NSDAP austriaco. Essa venne concessa anche ai generali di stato ed ai membri della Wehrmacht e delle SS tedesche che parteciparono all'annessione dell'Austria.
Essa venne concessa sino al 13 dicembre 1940 con un totale di 318.689 concessioni.

## Insegne
La medaglia venne disegnata dal professor Richard Klein.
Il recto della medaglia rappresenta simbolicamente l'annessione dell'Austria alla Germania: un uomo che porta la bandiera nazista viene raggiunto da un secondo uomo che ha le catene spezzate ai polsi, simbolo dell'Austria simbolicamente liberata dalla Germania. Al verso si legge l'iscrizione "13. März 1938" (13 marzo 1938), data dell'Anschluss; la data è circondata dalla scritta "Ein Volk, Ein Reich, Ein Führer" ("Un Popolo, un Reich, un Führer").
Il nastro è rosso con una fascia bianco-nero-bianco per parte.